# Bursa grayana
Bursa grayana är en snäckart som beskrevs av Dunker 1862. Bursa grayana ingår i släktet Bursa och familjen Bursidae. Inga underarter finns listade i Catalogue of Life.

## Bildgalleri

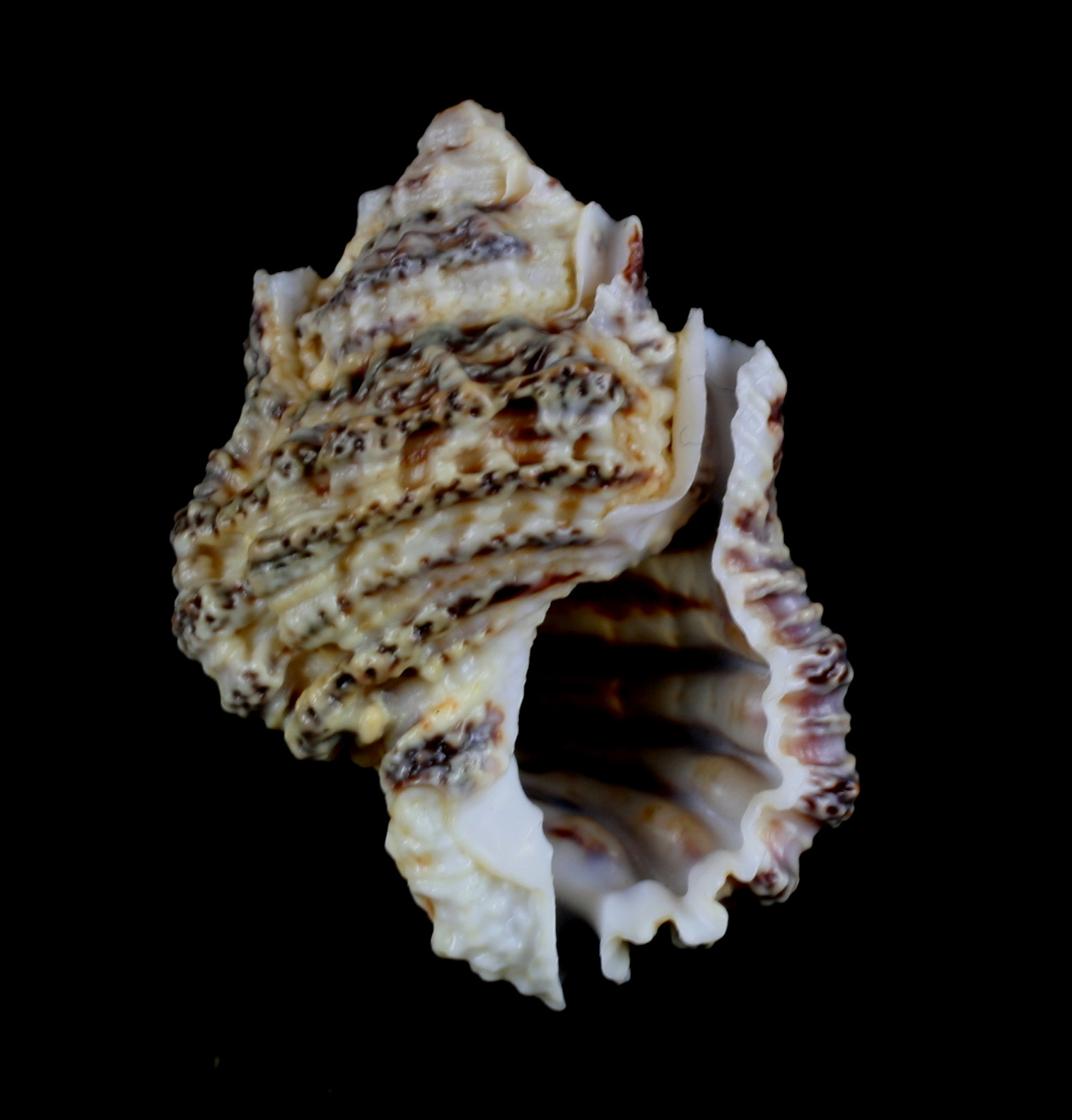